# Nyckelben
| Höger nyckelben uppifrån. · Höger nyckelben underifrån.                                                            |
| Höger nyckelben uppifrån och underifrån.                                                                           |
| Vänster nyckelben uppifrån. · Vänster nyckelben underifrån.                                                        |
| Vänster nyckelben uppifrån och underifrån. Muskelfästen markerade i rött. Illustration: Gray's Anatomy, 1918. (PD) |

Nyckelben (latin: clavicula) är i människans kropp ett ben som utgör den främre delen av skuldergördeln (cingulum extremitatis superioris). 
Nyckelbenet är det enda horisontellt placerade avlånga benet i människans kropp. Det är också den enda led som den övre extremiteten (membrum superius, armen) har med resten av människans skelett. Nyckelbenets främsta uppgift är också att hålla den övre extremiteten lateralt placerad om bröstkorgen (thorax).
Nyckelbenet ledar medialt mot bröstbenet (sternum) i sternoklavikularleden (art. sternoclavicularis) och lateralt mot akromion (acromion) i akromioklavikularleden (art. acromioclavicularis).
Nyckelbenet är S-format. Dess mediala två tredjedelar böjer sig framåt och dess laterala tredjedel bakåt.
Nyckelbenet återfinns hos andra djur som klättrar och flyger men inte hos fyrbenta djur.
Nyckelbenet är ett tunt ben som lätt knäcks vid fall på axel eller sidan. De flesta nyckelbensbrott läker spontant men svåra brott kan kräva operation.